# Ljaskovets
Ljaskovets (Bulgaars: Лясковец) is een plaats in de oblast Veliko Tarnovo in Bulgarije. De stad is de hoofdplaats van de gelijknamige gemeente Ljaskovets. Op 31 december 2018 telt de stad Ljaskovets 7.445 inwoners, waarvan 3.542 mannen en 3.903 vrouwen.  De gemeente Ljaskovets, bestaande uit deze stad en vijf nabijgelegen dorpen, telt in datzelfde jaar 11.975 inwoners. De stad ligt 10 kilometer ten noordoosten van de stad  Veliko Tarnovo en 2 kilometer ten zuidoosten van de stad Gorna Orjachovitsa. 

## Gemeente Ljaskovets
De gemeente Ljaskovets bestaat uit de stad Ljaskovets en vijf omliggende dorpen. De volgende dorpen vallen binnen de grenzen van de gemeente Ljaskovets: 
- Dobri Djal (Добри дял)
- Dragizjevo (Драгижево)
- Dzjoeljoenitsa (Джулюница)
- Kozarevets (Козаревец)
- Merdanja (Мерданя)